# Ханна, Лиза
Лиза Рене Шанти Ханна (англ. Lisa Rene Shanti Hanna; род. 20 августа 1975, Биддефорд, Мэн) — ямайский радиоведущая, телеведущая, политик и королева красоты, которая победила на конкурсе «Мисс Мира 1993 года», став третьей ямайкой в истории страны, выигравшей этот почётный титул.

## Биография
Лиза Ханна родилась 20 августа 1975 года в городе Биддефорде в американском штате Мэн. Она родилась в приходе Святой Марии, в семье Рене Ханны ливанского происхождения и Дороти Хосан африкано-китайского происхождения. Ханна получила образование в Королевской школе на Ямайке, где была назначена послом доброй воли Программы развития Организации Объединенных Наций, а также имеет степень бакалавра и магистра в области коммуникаций Университета Вест-Индии.
В 1998 году Лиза Ханна снялась в романтической комедии «Увлечение Стеллы».
В 2003 году Ханна попробовала свои силы в радиовещании, вела ямайское ток-шоу «Наши голоса» (англ. Our Voices) и была приглашенной ведущей на телевизионную программу «Extra» в Соединённых Штатах Америки. Год спустя она вернулась на родину и работала консультантом по коммуникациям в ямайском отеле «Hilton Hotels & Resorts» в Нью-Кингстоне.
На всеобщих выборах 2007 года, как член Народной национальной партии Ямайки, Ханна участвовала в выборах и получила место от Сент-Энн Юго-Восток. Она одна из самых молодых женщин, избранных в парламент Ямайки. 
В дополнение к своим обязанностям представителя округа до декабря 2011 года она работала представителем оппозиции по вопросам информации, молодежи и культуры. На выборах 29 декабря 2011 года её партия пришла к власти и она была назначена министром по делам молодежи и культуры.
За время своего пребывания на посту министра по делам молодежи и культуры Ханна разработала «Зеленую книгу национальной молодежной политики» на 2015—2030 годы. Эта политика была направлена на удовлетворение потребностей всех молодых людей посредством партнерства с государственным сектором, частным сектором, молодежными организациями, НПО, религиозными организациями, академическими кругами и с международными партнерами Ямайки по развитию .
При служении Лизы Ханны в должности министра Национальная программа патронатного воспитания была обновлена, что позволило разместить более 855 детей в 800 семьях.
Член оппозиционной Народной национальной партии, ЛизаХанна в настоящее время является членом парламента от Сент-Энн Юго-Восток и была министром молодежи и культуры Ямайки с 2012 по 2016 год. Ханна была кандидатом на выборах руководства Народной национальной партии в 2020 году после поражения PNP на всеобщих выборах на Ямайке в 2020 году и последующей отставки президента PNP Питера Филлипса, но потерпела поражение от Марка Голдинга.
В 2016 году Ханна поделилась своей стратегией решения проблем ямайских детей на конференции ЮНИСЕФ (Детский фонд ООН действующий под эгидой Организации Объединённых Наций) в городе Нью-Йорке и в том же году Ямайка поднялась на 52 позиции в Индексе прав детей ЮНИСЕФ и заняла 51 место из 163 стран планеты.
В 2015 году Ханна успешно лоббировала включение Ямайских голубых гор и горы Джона Кроу в список объектов Всемирного наследия ЮНЕСКО. Они стали первым объектом Всемирного наследия этого специализированного учреждения Организации Объединённых Наций для Ямайки и всего Карибского бассейна. Горы получили статус национального парка.
7 ноября 2020 года PNP избрала Марка Голдинга своим 6-м президентом после того, как он победил претендента Лизу Ханну 1740 голосами против 1444 на выборах руководства Народной национальной партии 2020 года.
В 2021 году Ханна стала еженедельным обозревателем «Jamaica Observer», где она высказала свое мнение по целому ряду тем, от дополнительных возможностей сельского хозяйства Ямайки до своего желания, чтобы Боб Марли был назван национальным героем Ямайки .
В марте 2022 года Ханна была назначена членом Международного консультативного совета (IAC) APCO Worldwide. Её роль заключается в расширении внимания к Карибскому бассейну и Латинской Америки в области продовольственной безопасности, торговли, глобальной экономики и вопросов, касающихся гендера и безопасности, связанной с гендером.
В августе 2022 года Лиза Рене Шанти Ханна объявила, что не будет баллотироваться на следующих всеобщих выборах.
Лиза Ханна вышла замуж за Дэвида Пантона в 1999 году. В 2001 году у Ханны и Пантона родился сын. Они развелись в 2004 году в Атланте. В декабре 2017 года Ханна вышла замуж за ямайского бизнесмена Ричарда Лейка в Сент-Эндрю, Ямайка. В настоящее время Ричард Лейк и Лиза Ханна совместно управляют «Lydford Logistics» — контрактным производством, коммерческим складом и доставкой в Мониг.